# Gasolin 23
Gasolin 23 war eine deutschsprachige literarische Alternativzeitschrift für zeitgemäße Beat-, gegenkulturelle und Cut-up Literatur, sie erschien in unregelmäßigen Abständen von 1973 bis 1986. Der Name stammt nach Carl Weissners Aussage von einem Gedichtband von Gregory Corso namens „Gasolin“ und einem „Tick“ von W.S. Burroughs, der alle Flugzeugabstürze notierte, die mit der Zahl 23 zu tun hatten.

## Gründung
Gegen Ende 1971 erschien die Nr. 1 als interne Ausgabe, herausgegeben von Carl Weissner, Jürgen Ploog und Jörg Fauser, bestehend aus einer losen Manuskriptsammlung, Briefen, Skizzen und Prosatexten. Ab der Nr. 2 erschien Gasolin 23 als offizielle Zeitschrift. Die Herausgeber der Nr. 1 waren auch die Herausgeber der nächsten Ausgaben, Nr. 2 und Nr. 3. Ab der Nr. 4 wurde die Zeitschrift von Walter Hartmann, der ebenfalls für die Umschlaggestaltung und das Layout zuständig war, und Jürgen Ploog redigiert. J. Fauser und C. Weissner waren seitdem ständige Mitarbeiter. Gasolin 23, „Eine Zeitschrift, die wir erfunden haben, um unabhängiges, nicht zensiertes Schreiben am Leben zu erhalten“.

## Selbstverständnis
Zahlreiche Beispiele aus der amerikanischen Literaturszene mit ihrer freien und avantgardistischen Inhalten und Präsentation inspirierten die Herausgeber. Ein wichtiger Vorläufer war die von Carl Weissner redigierte Zeitschrift Klactoveedsesteen, benannt nach einem Stück von Charlie Parker; außerdem, neben anderem, die San Francisco Earthquake, einer Zeitschrift mit neuer und experimenteller Literatur. Eines der Hauptmotive zur Herausgabe von Gasolin 23 bestand in der Unzufriedenheit mit der deutschen Literaturszene und den Veröffentlichungsmöglichkeiten. „Gasolin 23 ist nicht einfach eine Literaturzeitschrift – es ist DIE Literaturzeitschrift“ hieß es selbstbewusst im Vorwort zur Nr. 3. Und: „Schreiben ist eine grundsätzliche Demonstration..., es stimmt nicht, dass wir nichts von Literatur halten, wir mögen nur das nicht, was hier Literatur genannt wird“. Literarische Vorbilder waren die Beat-Literaten Allen Ginsberg, Charles Bukowski, William S. Burroughs, Harold Norse, Jack Kerouac und Claude Pelieu.

## Endphase
In den 1980er Jahren begann aus der Sicht der Herausgeber eine Phase der literarischen Anpassung, in der sich jüngere Autoren mehr am kommerziellen Erfolg zu orientieren schienen. Zwar wollten sie veröffentlichen, aber ihrem ästhetischen Ansatz fehlten öfters der Mut zur Auseinandersetzung und der Widerstandsimpetus. Die Herausgeber erreichten hauptsächlich beliebig wirkende Texte, auch war die Beteiligung der bisherigen Mitarbeiter zurückgegangen oder sie hatten sich von der unabhängigen Literaturszene abgewandt. Das editorische Motiv, andere literarische Akzente zu setzen und die Möglichkeiten ästhetischer Produktion und Inhalte zu erweitern, war entweder erfüllt oder hatte sich erschöpft. Es gab einige ebenbürtige Literaturzeitschriften, z. B. Big Table (Hrsg. Reimar Banis); Boa Vista (Hamburg) und Hobo Tongue (Hrsg. Udo Pasterny).

## Autoren (Auswahl)
- Roland Adelmann, Nr. 9
- Mary Beach & Carl Weissner, Nr. 5
- Udo Breger, Nr. 7, 8.
- Charles Bukowski, Nr. 2, 5, 6.
- Jim Burns, Nr. 6.
- William S. Burroughs, Nr. 3, 5, 7.
- Michael Buselmeier, Nr. 6.
- Bernd Cailloux, Nr. 8
- Raymond Chandler, Nr. 4.
- Neal Cassady, Nr. 3, 5.
- Wanda Coleman, Nr. 6.
- Daniel Dubbe, Nr. 8, 9.
- Helmut Eisendle, Nr. 6
- Jörg Fauser, Nr. 2, 3, 4, 5, 6, 7.
- Allen Ginsberg, Nr. 2.
- Brion Gysin, Nr. 2, 7, 8.
- Walter Hartmann, Nr. 3, 4, 5, 7.
- Matthyas Jenny, Nr. 5, 6, 7.
- Jack Kerouac, Nr. 2, 7, 8.
- Karl Kollmann, Nr. 3, 5, 7.
- Ango Laina, Nr. 5, 7, 8, 9.
- Jack Micheline, Nr. 5, 6.
- Bodo Morshäuser, Nr. 6.
- Harold Norse, Nr. 2.
- Claude Pélieu-Washburn, Nr. 2, 6, 7.
- Jürgen Ploog, Nr. 2, 3, 4, 5, 7, 9.
- Charles Plymell, Nr. 3, 5, 6, 7.
- Pociao, Nr. 7, 8.
- Sam Shepard, Nr. 5.
- Ralf Thenior, Nr. 6.
- Jürgen Theobaldy, Nr. 6.
- Andy Warhol-Truman Capote (Interview), Nr. 3.
- Carl Weissner, Nr. 2, 4, 5 (m. Mary Beach), 7.
- Wolf Wondratschek, Nr. 2, 6.

## Themenausgaben
Gasolin 23, Nummern 2 bis 7 erschienen bei Nova Press, Frankfurt am Main; Heft 8 bei Expanded Media Editions, Bonn. Heft 9 bei Trikont in Duisburg.
- Nr. 4 (Mai 1976): Raymond Chandler Special
- Nr. 5 (September 1977): Stories
- Nr. 6 (Oktober 1978): Gedichte
- Nr. 7 (1979): Träume
- Nr. 8 (1982): Reisen
- Nr. 9 (1986): Deutschlandrallye

## Titelseiten
Für die Titelseiten der Zeitschrift Gasolin 23 wurden verschiedene Layouts, Grafikkompositionen aus Fotos und Typografien verwendet. Umschlaggestaltung von Walter Hartmann.

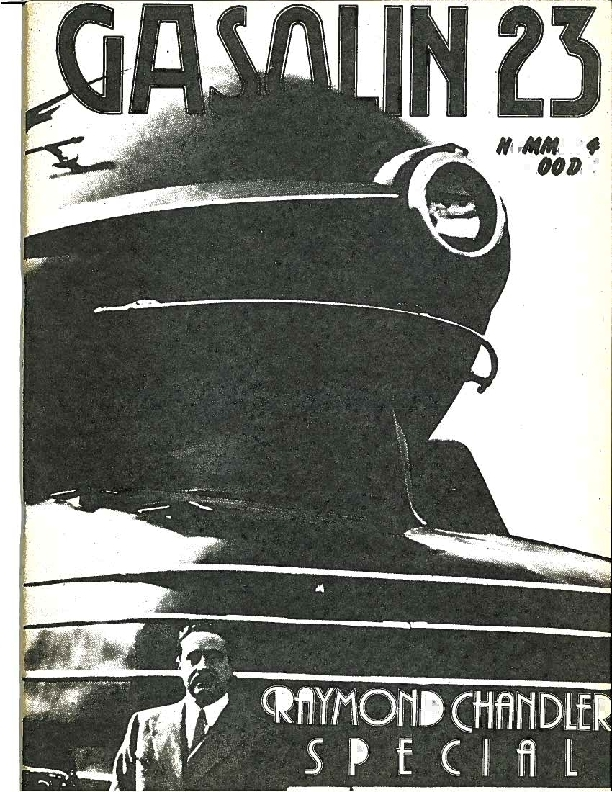
Ausgabe 4, Raymond Chandler vor der gigantischen Lokomotive der Klasse S1 der Pennsylvania Railroad (schwarz/weiß)
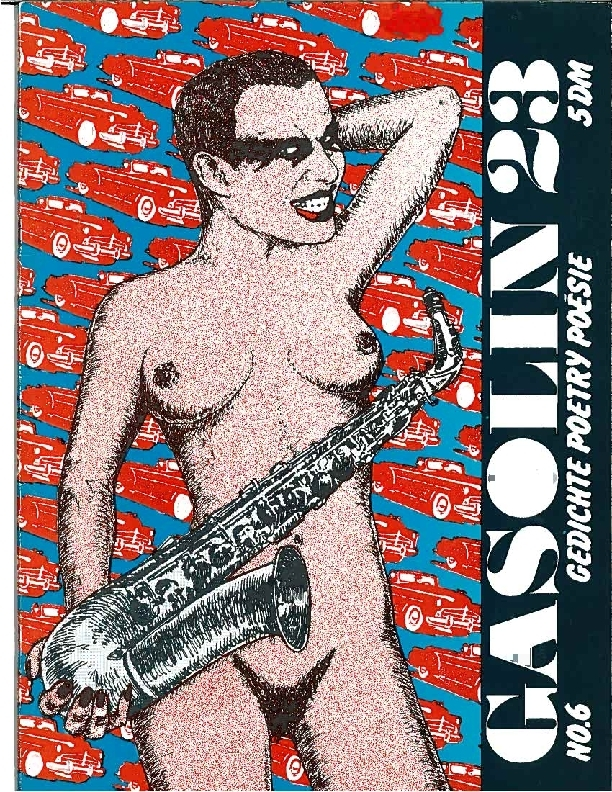
Ausgabe 6, nackte Frau mit Saxophon (schwarz/weiß mit rot und blau)
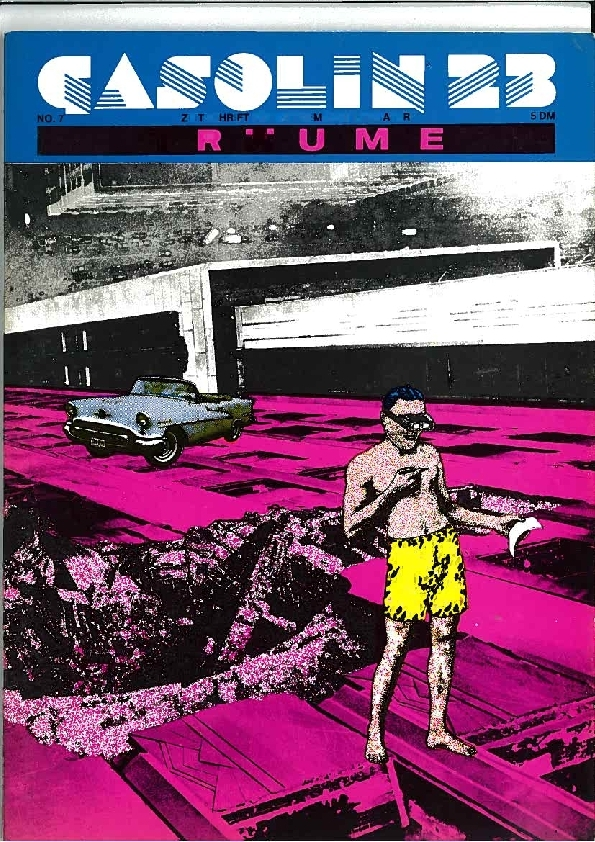
Ausgabe 7, Mann mit Boxershorts und Sonnenbrille vor moderner Stadtszenerie (schwarz/weiß mit gelb, lila und blau)
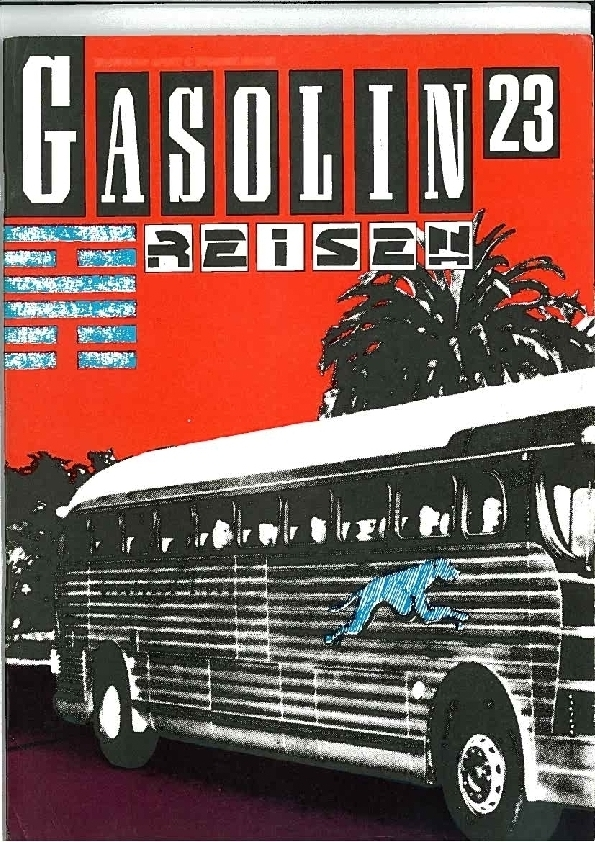
Ausgabe 8, Greyhound-Fernbus vor Palme (schwarz/weiß mit rot)

## Rezensionen
„Gasolin 23 gibt einem das Gefühl, in einem alten Bogart-Film zu sitzen oder sich in jenem Hollywood/L.A. verirrt zu haben, das Raymond Chandler in seinen Kriminalromanen beschrieb.“

„Viele dieser Stories haben etwas vom Drive eines guten Rock-Albums.“

„Gasolin 23 ist eine der wichtigsten Alternativ-Zeitschriften der literarischen Gegenkultur (als dieser Ausdruck noch keiner Anführungszeichen bedurfte) in Deutschland.“